# Cabotte

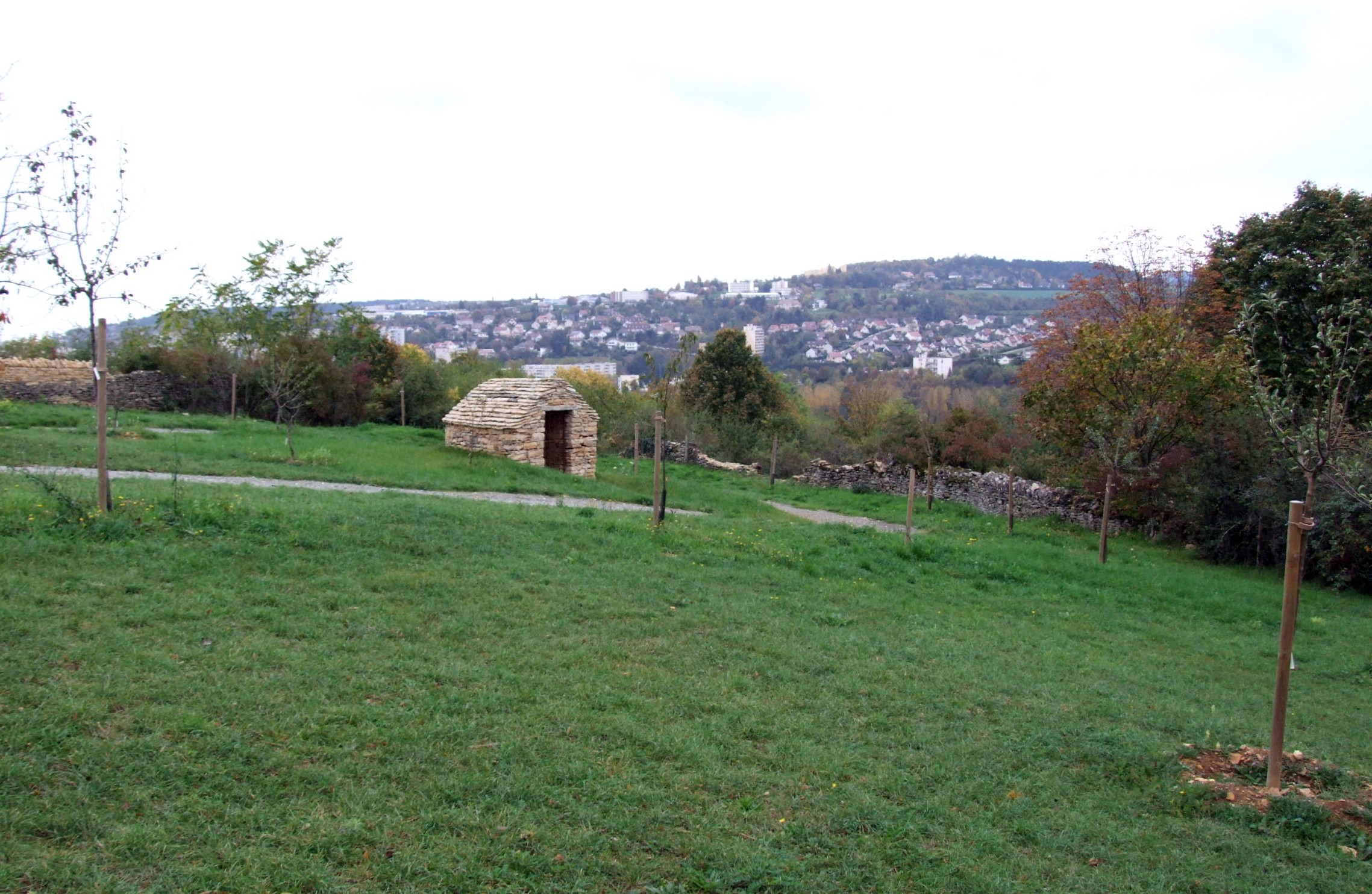
Cabotte en pierre sèche dans un verger bourguignon.

Une cabotte est une ancienne cabane ou resserre de vigneron dans les Côtes de Nuits et de Beaune en Côte-d'Or.

## Fonction
Les cabottes ou cabotes, ou parfois cabioutes, sont des cabanes qui servaient autrefois d'abris ou de resserres aux vignerons de Côte-d'Or.
Si certaines sont encore visibles dans les vignes, beaucoup sont aujourd'hui sous la forêt depuis l'abandon des parcelles de médiocre exposition à la suite des grandes maladies de la vigne à partir de 1860.
Ces cabanes, ainsi que les murs d'enclos et les pierriers (ou murgers) qui les accompagnent, sont les vestiges de l'extension maximale de la vigne au XIXe siècle et d'une époque de main-d'œuvre abondante et à bon marché.

## Matériau

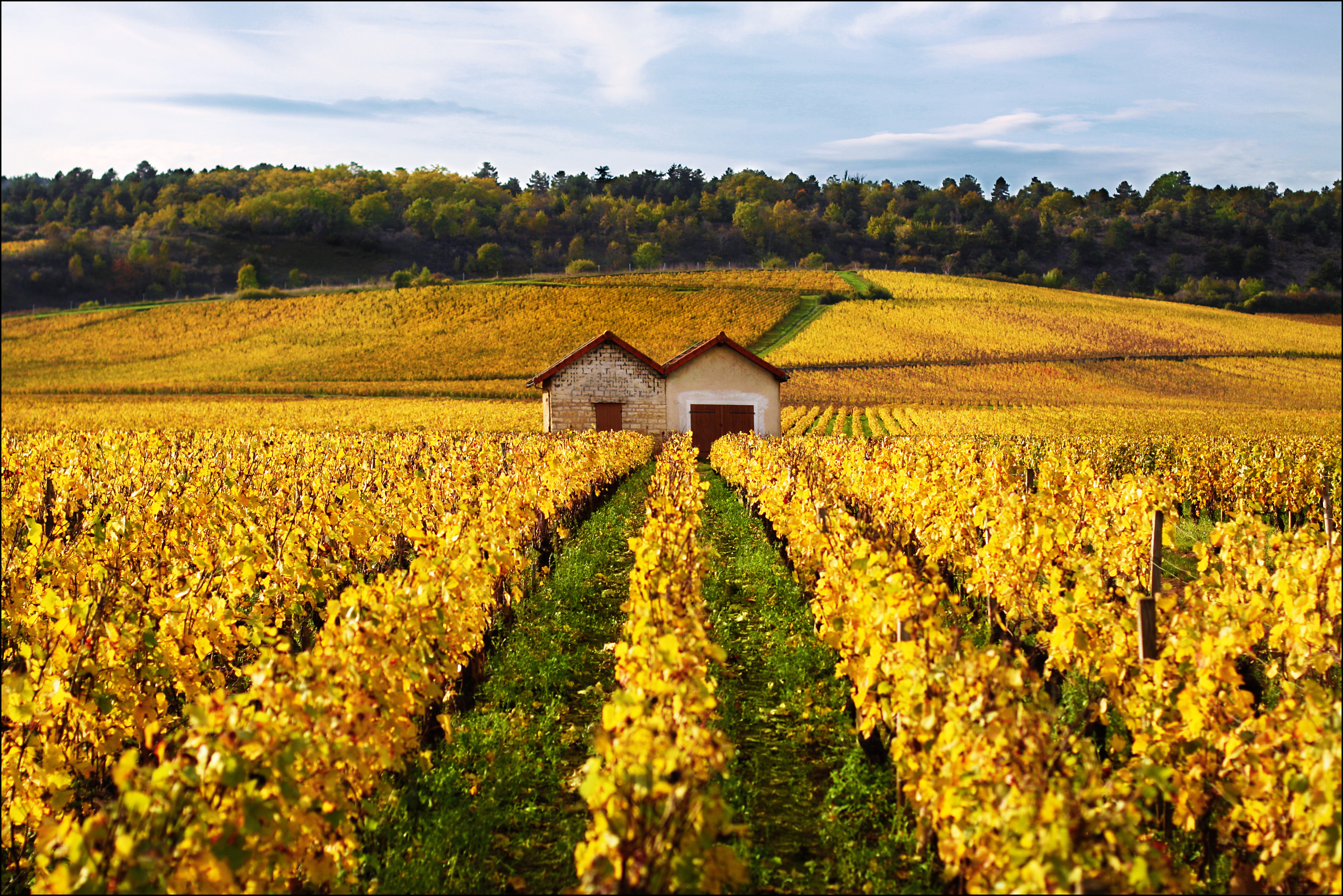
Cabottes en pierres maçonnées dans les vignes de Beaune, Bourgogne.

Elles sont généralement en pierres sèches (calcaires) pour les plus modestes mais parfois en pierres maçonnées pour les plus belles.

## Aire d'extension du mot
Cabotte est surtout employé en Côte et hautes Côtes de Nuits (Marsannay-la-Côte, Gevrey-Chambertin, etc.) ainsi qu'en Côte et hautes Côtes de Beaune (Nolay, Meursault, Bligny-sur-Ouche, Pernand-Vergelesses, La Rochepot, etc.).
D'autres régions du département emploient les termes de cabane ou de cadole (par exemple à Hauteville-lès-Dijon ), ainsi d'ailleurs que celui de baraque (dans le Châtillonnais) (rien de péjoratif ici, simplement « baraquer » désignait dans la région le « fait d'aller vivre pendant un temps dans une cabane, en pierre ou en bois, pour être à pied d'œuvre »).

## Origines du mot
Le terme de cabotte vient du latin cap (tête). Le suffixe -otte en fait un diminutif désignant quelque chose ayant une grosse tête ou évoquant une grosse tête. Sous ses divers avatars orthographiques et phonétiques, il est loin d'être cantonné au seul sens de « cabane de vigneron » et à la seule aire des grands vignobles de Côte-d'Or. Il désigne ou désignait, selon le cas :
- un tronc d'arbre creux dans le Bourbonnais et le Berry[5],
- une petite meule de foin édifiée dans un pré dans les Alpes du Dauphiné[6],
- une cabane de faucheur saisonnier dans les prés d'altitude en Savoie[7].

Le mot a même désigné un bateau à fond plat naviguant sur l'Orne en Normandie au XVIe siècle (peut-être par métonymie, si la cabane de planches présente sur ce type de moyen de transport portait le nom de cabotte).

## L'exemple descabottesdu canton de Nolay
Les cabottes des communes de La Rochepot, Saint-Aubin et Chassagne-Montrachet dans le canton de Nolay, ont été étudiées par l'Inventaire de Bourgogne au tout début des années 1980.
Elles se présentent toutes associées à un mur de délimitation ou de soutènement. Le couvrement le plus courant est la coupole hémisphérique surbaissée sur plan circulaire, semi-circulaire, carré, voire rectangulaire ; mais une voûte en carène sur plan trapézoïdal est également attestée.
Les aménagements sont rares : quelques blocs faisant office de banquette rustique, parfois une niche ou une retraite du mur formant tablette. La présence d’une cheminée distingue, outre une cabane de vigne, deux cabanes de lavier (carrier extrayant des laves ou lauses) sur la commune de La Rochepot : foyer d’angle dans l’une, foyer central dans l’autre (l’une des deux constructions est dénommée « la Mougnotte », c’est-à-dire la petite maison).
Ces édicules, ainsi que la tradition orale en conserve le souvenir, ont été construits par les propriétaires eux-mêmes, cultivateurs ou vignerons. Une cabane date de la fin du XIXe siècle, une autre du début du XXe et une troisième enfin des alentours de 1930 (fin de la tradition constructive donc).
Sur un recueil de plans de 1764, concernant des terres à la limite des finages de Baubigny et de La Rochepot, sont dessinés les murgers (murs et tas d’épierrement) ainsi que des figures plus petites, circulaires ou carrées, représentant vraisemblablement des cabanes isolées (la tradition constructive est donc attestée dès le milieu du XVIIIe siècle).

## Un bâtiment de nouveau à la mode
Des édifices modernes, baptisés cabottes par leurs initiateurs, ont été construits ou reconstruits ces dernières années par quelques communes ou organismes :
- au lycée de Beaune, une cabotte en pierres sèches trône devant le bâtiment administratif en moellons apparents,
- à Marsannay-la-Côte, une des plus spacieuses cabottes de la Côte de Nuits a été rénovée en 2001,
- au Cassissium, le musée du cassis de Nuits-Saint-Georges, une cabotte circulaire forme le cœur du bâtiment construit en 2001.
- à Nuits-Saint-Georges, une cabotte a été édifiée sur le rond-point de l'Europe, à la sortie de l'autoroute, à l'occasion de la Saint-Vincent Tournante 2007.

Un « sentier des cabottes » existe à Pernand-Vergelesses.